# Scomberoides lysan
Scomberoides lysan es una especie de peces de la familia Carangidae en el orden de los Perciformes.

## Morfología
• Los machos pueden llegar alcanzar los 110 cm de longitud total.

## Distribución geográfica
Se encuentra desde el Mar Rojo y el África Oriental hasta las Marquesas, Hawaii, las Tuamotu, el sur del  Japón y Nueva Gales del Sur.